# ブラック・アンド・ホワイト (スリー・ドッグ・ナイトの曲)
「ブラック・アンド・ホワイト」（Black and White）は、デイヴィッド・I・アーキンが作詞し、アール・ロビンソンが作曲したフォークソング。二人は、人種分離政策を違法とした1954年の最高裁判決（ブラウン対教育委員会裁判）に触発されて書いた。スリー・ドッグ・ナイトが1972年にカバーしたバージョンが全米1位を記録した。

## 概要
アメリカ合衆国では19世紀末より「分離すれども平等」という法原理の下に様々な人種分離政策が長くとられていた。しかし1954年5月17日に下されたブラウン判決により、黒人と白人の学生を分離した公立学校の設立を定めたカンザス州の州法は違憲とされ、公民権運動への道がついに開かれた。
ロサンゼルスで教員をしていたデイヴィッド・I・アーキンはやがてハリウッドで舞台美術の仕事に携わるが、マッカーシズムのあおりを受け失職する。ブラウン判決に感動したアーキンは「インクは黒くて／ページは白い／いっしょになって初めて僕らは読んだり書いたりできるようになる」で始まる詞を書いた。これにアール・ロビンソンが曲をつけ、1956年にピート・シーガーがレコードに吹き込んだ。シーガーのバージョンはアフリカ系アメリカ人の子供たちもいっしょに歌っている。翌1957年にはロビンソン自身がコンピレーション・アルバム『A Walk in the Sun and other Songs and Ballads』でピアノの弾き語りをした。
オリジナル・バージョンの歌詞には、判決がアール・ウォーレン首席裁判官の法廷において満場一致（9-0）で決定されたことなどが直接盛り込まれている。
ところがその後、多くのミュージシャンはこの部分をカットして歌うようになった。1971年、イギリスのレゲエ・バンド、グレイハウンド（Greyhound）がカバーしたバージョンが全英シングルチャート6位を記録。
次にスリー・ドッグ・ナイトが彼らのバージョンを聴き「ブラック・アンド・ホワイト」をカバー。1972年3月発売のアルバム『Seven Separate Fools』に収録され、同年8月にシングルカットされた。リード・ボーカルはダニー・ハットン。
同年9月16日付のビルボード・Hot 100で1位を記録。同イージーリスニング・チャートにおいても1位を記録し、ゴールドディスクに輝いた。カナダとニュージーランドでも1位し、ビルボードの1972年の年間チャートの63位を記録した。